# Nesselwängle
Nesselwängle è un comune austriaco di 456 abitanti nel distretto di Reutte, in Tirolo.